# Jean Wallace
Jean Wallace (nacida Jean Walasek o Wallasek; Chicago, 12 de octubre de 1923 - Los Ángeles, 14 de febrero de 1990) fue una actriz de cine y televisión estadounidense.

## Primeros años
Wallace nació en Chicago, Illinois de John T. Walaszek y Mary A. Walaszek (llamada Sharkey). Su abuelo Karol Walaszek era un inmigrante de Galitzia. Ella era polaco-estadounidense.
Wallace se graduó en Austin High School en Chicago. En 1940, la familia se mudó a Hollywood.

## Carrera
Wallace comenzó su carrera como modelo. Ella hizo su debut en la pantalla cuando tenía 17 años. Su primera película, en la cual tuvo una pequeña parte, fue Louisiana Purchase (1941).
Para el tiempo en que ella tenía 18 años, había trabajado como bailarina y cantante, incluyendo el ser una muchacha de espectáculo empleada por Earl Carroll.

## Vida personal
Wallace se casó con su coestrella de Jigsaw, Franchot Tone el 18 de octubre de 1941 en Yuma (Arizona). Se divorciaron en 1948, Tuvieron dos hijos, Pascal "Pat" Franchot Tone, nacido el 29 de julio de 1943 y Thomas Jefferson Tone, nacido el 16 de septiembre de 1945. Tone tuvo la custodia de sus hijos después del divorcio.

Wallace intentó suicidarse en 1946 con píldoras para dormir, y en 1949 con una herida de cuchillo auto-infringida. En ese tiempo, estaba por estelarizar en A Dangerous Profession, pero fue reemplazada por Ella Raines.

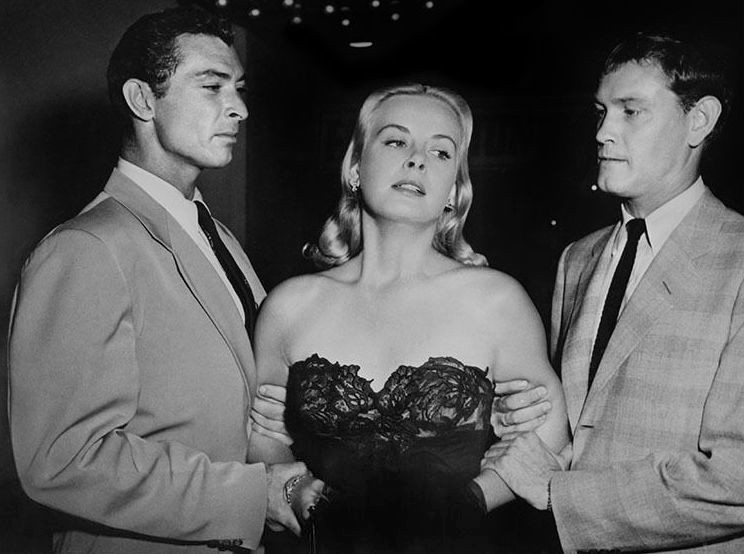
Earl Holliman, Lee Van Cleef y Jean Wallce en The Big Combo

En 1950, tuvo un matrimonio y anulación al antiguo Capitán del Ejército de US, Jim Lloyd Randall.
De ideología demócrata, apoyó la campaña de Adlai Stevenson durante la elección presidencial de 1952.
El tercer matrimonio de Wallace fue con el actor Cornel Wilde, quien fue su coestrella en The Big Combo / Agente especial, Lancelot and Guinevere y Beach Red, de 1951 a 1981. Ella y Wilde tuvieron un hijo, Cornel Wallace Wilde, nacido el 19 de diciembre de 1967.
En 1970 interpretó a Ann Constance en No Blade of Grass, dirigida por Wilde, la cual fue la última película de la actriz.

## Muerte
Wallace murió de hemorragia gastrointestinal el 14 de febrero de 1990. Está enterrada en Hollywood Forever Cemetery.

## Filmografía

### Cine
| Año  | Título                       | Personaje                                         | Observaciones                                                |
| ---- | ---------------------------- | ------------------------------------------------- | ------------------------------------------------------------ |
| 1941 | Ziegfeld Girl                | Muchacha Ziegfeld                                 | No acreditada                                                |
| 1941 | Glamour Boy                  | Muchacha                                          | No acreditada                                                |
| 1941 | Louisiana Purchase           | Louisiana Belle                                   |                                                              |
| 1943 | Salute for Three             | Anfitriona ofreciendo manzana Buzz de una canasta |                                                              |
| 1944 | You Can't Ration Love        | Madge                                             |                                                              |
| 1946 | It Shouldn't Happen to a Dog | Bess Williams                                     |                                                              |
| 1947 | Blaze of Noon                | Poppy                                             |                                                              |
| 1948 | When My Baby Smiles at Me    | Sylvia Marco                                      | No acreditada                                                |
| 1949 | Jigsaw                       | Barbara Whitfield                                 | Título alternativo: "Gun Moll"                               |
| 1949 | The Man on the Eiffel Tower  | Edna Wallace                                      |                                                              |
| 1950 | The Good Humor Man           | Bonnie Conroy                                     |                                                              |
| 1951 | Native Son                   | Mary Dalton                                       | Título alternativo: "Sangre negra"                           |
| 1954 | Estrella de la India         | Katrina                                           | Título alternativo: "Stella dell'India"                      |
| 1955 | The Big Combo                | Susan Lowell                                      |                                                              |
| 1955 | Storm Fear                   | Elizabeth                                         |                                                              |
| 1957 | The Devil's Hairpin          | Kelly James                                       |                                                              |
| 1958 | Maracaibo                    | Laura Kingsley                                    |                                                              |
| 1963 | Lancelot and Guinevere       | Guinevere                                         | Título alternativo: "Sword of Lancelot"                      |
| 1967 | Beach Red                    | Julie MacDonald                                   | Apareció en fotos retrospectivas; cantó la canción de título |
| 1970 | No Blade of Grass            | Ann Custance                                      | Última aparición                                             |

### Televisión
| Año  | Título                     | Personaje    | Observaciones |
| ---- | -------------------------- | ------------ | ------------- |
| 1952 | Schlitz Playhouse of Stars |              | 1 episodio    |
| 1955 | General Electric Theater   | Leslie Mason | 1 episodio    |